# Liste des ministères au Niger
Cet article présente la liste des ministères de la République du Niger.
Les 31 ministères du gouvernement Ouhoumoudou Mahamadou sont :
1. Ministère des Affaires étrangères et de la Coopération ;
2. Ministère de la Défense nationale ;
3. Ministère de l'Intérieur et de la Décentralisation ;
4. Ministère de la Formation professionnelle ;
5. Ministère de l'Enseignement supérieur et de la Recherche ;
6. Ministère de la Santé publique, de la Population et des Affaires sociales ;
7. Ministère des Mines ;
8. Ministère de la Poste et des Nouvelles technologies de l'information ;
9. Ministère des Transports ;
10. Ministère de l'Action humanitaire et de la Gestion des catastrophes ;
11. Ministère de l'Élevage ;
12. Ministère de l'Équipement ;
13. Ministère de la Justice et Garde des sceaux ;
14. Ministère de la Communication, chargé des Relations avec les institutions ;
15. Ministère des Finances ;
16. Ministère du Commerce, de l'Industrie et de l'Entreprenariat des jeunes ;
17. Ministère de l'Agriculture ;
18. Ministère de l'Urbanisme, du Logement et de l'Assainissement ;
19. Ministère du Plan ;
20. Ministère du Pétrole ;
21. Ministère de l'Énergie et des Énergies renouvelables ;
22. Ministère de la Culture, du Tourisme et de l'Artisanat ;
23. Ministère de l'Aménagement du territoire et du Développement communautaire ;
24. Ministère de la promotion de la femme et de la protection de l'enfant ;
25. Ministère d'intervention nationale ;
26. Ministère de l'Hydraulique ;
27. Ministère de la Fonction publique et de la Réforme administrative ;
28. Ministère de l'environnement et de la lutte contre la désertification ;
29. Ministère de l'Emploi et de la Protection sociale ;
30. Ministère de la Jeunesse et du Sport ;
31. Ministère du Commerce.